# Pseudoclanis pallida
Pseudoclanis pallida är en fjärilsart som beskrevs av Adolf G. Closs 1917. Pseudoclanis pallida ingår i släktet Pseudoclanis och familjen svärmare. Inga underarter finns listade i Catalogue of Life.